# ذو الأسنان النشارية
ذو الأسنان النُشارية (الاسم العلمي: Sarotherodon)، جنس أسماك من فصيلة البلطية موطنه النصف الشمالي من إفريقيا (جنوبًا حتى حوض نهر الكونغو)، مع نوع واحد، بلطي الجليل الأبيض S. galilaeus، يمتد إلى بلاد الشام. أُدخل نوعين من هذا الجنس بعيدًا عن نطاقهما الأصلي، وهما مهمان في تربية الأحياء المائية (S. galilaeus وبدرجة أقل S. melanotheron). معظم الأنواع الأخرى لها نطاقات صغيرة وبعضها مهدد بشكل خطير. يعيشون بشكل أساسي المياه العذبة والمالحة، لكن القليل منها يمكن أن يعيش في المياه المالحة (على الأقل لفترة معينة). تشترك الأنواع في هذا الجنس، وكذلك الأنواع الموجودة في العديد من أجناس جثوماوات ذهبية والبلطاوات، في الاسم الشائع لهن «البلطي» وتاريخيًا كان ضمن جنس البلطي (Tilapia).